# Thestor stepheni
Thestor stepheni is een vlinder uit de familie van de Lycaenidae. De wetenschappelijke naam van de soort is voor het eerst geldig gepubliceerd in 1968 door Swanepoel.